# Global Partnership for the Prevention of Armed Conflict
De Global Partnership for the Prevention of Armed Conflict (mondiaal partnerschap voor de preventie van gewapend conflict), GPPAC (uitgeproken als [zjie-pèk]), is een internationaal netwerk van organisaties die zich inzetten voor het voorkomen van gewapende conflicten.
De GPPAC omvat vijftien regionale netwerken. Elke regio beslaat een aantal landen. België en Nederland en hun buurlanden horen bij de regio Noord- en West-Europa.
Er is een internationale stuurgroep van ongeveer twintig personen, in meerderheid bestaande uit vertegenwoordigers van de 15 regio's.
Het algemene secretariaat is gevestigd in Den Haag. Er is een bestuur van zeven personen, met de Fijiaanse activiste Sharon Bhagwan-Rolls als voorzitter en de Nederlandse politicus Joris Voorhoeve als vicevoorzitter.
Tot de donateurs behoren het Nederlandse en Zweedse ministerie van buitenlandse zaken en de Nederlandse ontwikkelingsorganisatie Cordaid.
Ter bevordering van de communicatie tussen de betrokken organisaties en personen heeft GPPAC het Vredesportaal (Peace Portal) opgericht, een soort sociaalnetwerksite op het internet. Ook verscheidene door GPPAC opgezette projecten zijn hier ondergebracht. Het Vredesportaal is tot stand gekomen dankzij financiële steun van de gemeente Den Haag en het Nederlandse Ministerie van Economische Zaken.